# اورباخ (بادن-وورتمبرگ)
اورباخ (به آلمانی: Urbach) یک شهر در آلمان است که در رمس-مور واقع شده‌است. اورباخ ۸٬۵۳۰ نفر جمعیت دارد.